# 열폭주

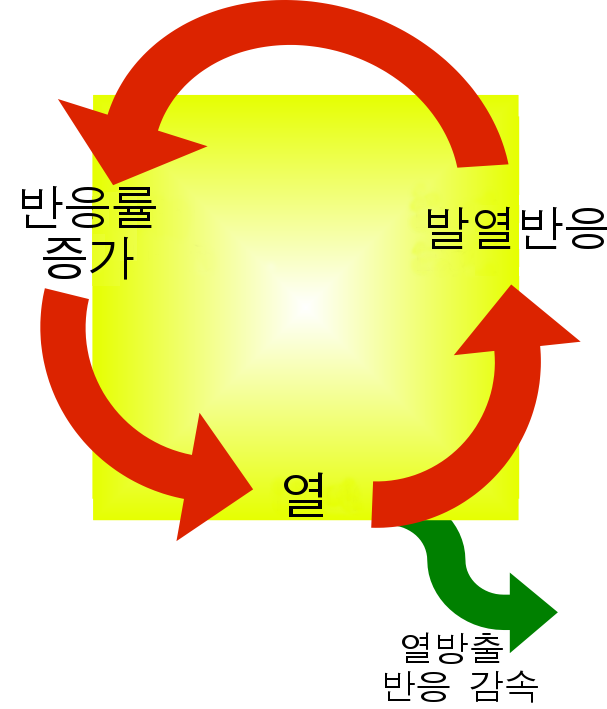
열폭주를 나타낸 도해.
반응이 일어남으로써 열이 발생하고, 열이 반응을 가속시키고, 반응은 열을 발생시킨다. 파멸적 결과가 발생할 때까지 양성 피드백은 반복된다.

열폭주(熱暴走, thermal runaway)는 소자의 전력 손실 및 열에너지로의 전환이 온도를 상승시켜 전류를 증가시키고, 이로 인해 온도가 더 상승하면 '열적 불안정" 상태를 초래해 결과적으로 소자를 손상시키는 현상을 말한다. 일반적으로 열폭주의 결과물은 매우 파괴적이다. 즉, 열폭주는 일종의 통제 불가능한 양성 피드백이다. 다시 말하자면, 열폭주란 어떤 역학적 과정의 원인이 온도 증가인데, 그 과정의 결과 방출된 에너지가 온도를 증가시켜 그 과정이 가속되는 것이라고 할 수 있다.
화학·화공의 온도 증가로 인한 발열성 반응, 전기공학에서 전류 증가로 인해 전력이 손실되고 그로 인해 열이 발생하여 소자가 파괴되는 것, 토목공학에서 대량의 콘크리트를 양생할 때 열이 발생하는 것, 천체물리학에서 핵융합이 제어할 수 없을 정도로 가속화하여 초신성 폭발이나 헬륨 섬광을 일으키는 것 따위가 모두 열폭주 반응에 해당한다.

## 같이 보기
- 리튬 이온 전지